# Elymnias thryallis
Elymnias thryallis är en fjärilsart som beskrevs av Kirsch 1876. Elymnias thryallis ingår i släktet Elymnias och familjen praktfjärilar. Inga underarter finns listade i Catalogue of Life.